# Alessandro Cesarini (m. 1542)
No se debe confundir con el cardenal Alessandro Cesarini (1592-1644).
Alessandro Cesarini (Roma, ? - ib., 13 de febrero de 1542) fue un eclesiástico italiano.

## Biografía
Nacido en el último cuarto del siglo XV en el seno de una familia de la nobleza italiana, no hay noticia sobre los primeros años de su vida hasta que siendo protonotario apostólico en tiempos del papa León X, fue creado cardenal en el consistorio del 1 de julio de 1517, recibiendo el título de los SS. Sergio y Bacco, que cambió por el de Santa Maria in Via Lata en 1523, por el de Albano en 1540 y por el de Palestina en 1541. 
«Gran amante de las letras, y de la más culta erudición», fue incondicional de los Médici en los enfrentamientos que esta familia tuvo por el pontificado y partidario del emperador Carlos V durante las guerras italianas. 
A lo largo de su carrera eclesiástica fue administrador apostólico de la diócesis de Pamplona entre 1520-38, de Otranto en 1526-36, de Alessano en 1526-31, de Gerace en 1534-38, de Catanzaro en 1536, de Oppido en 1536-38, de Jaén 1537-1538 y de Cuenca desde 1538 hasta su muerte.
Participó en el cónclave de 1521-22 en que fue elegido papa Adriano VI, en el de 1523 en que lo fue Clemente VII y en el de 1534 en que fue coronado Paulo III.  
Fallecido en Roma en 1542, fue sepultado en el panteón familiar en la Basílica de Santa María en Aracoeli.
| Predecesor: Marco Cornaro                      | Cardenal protodiácono 14 de diciembre de 1523 - 31 de mayo de 1540 | Sucesor: Niccolò Ridolfi                |
| Predecesor: Alejandro Farnesio (Administrador) | Administrador de Jaén 1535 - 1538                                  | Sucesor: Francisco de Mendoza y Pacheco |